# Berejanka, Borșciv
Berejanka (în ucraineană Бережанка) este un sat în comuna Ivankiv din raionul Borșciv, regiunea Ternopil, Ucraina.

## Demografie
Componența lingvistică a localității Berejanka
     Ucraineană (99,58%)
     Alte limbi (0,42%)
Conform recensământului din 2001, majoritatea populației localității Berejanka era vorbitoare de ucraineană (99,58%), existând în minoritate și vorbitori de alte limbi.